# Templo de San Antonio (Aguascalientes)

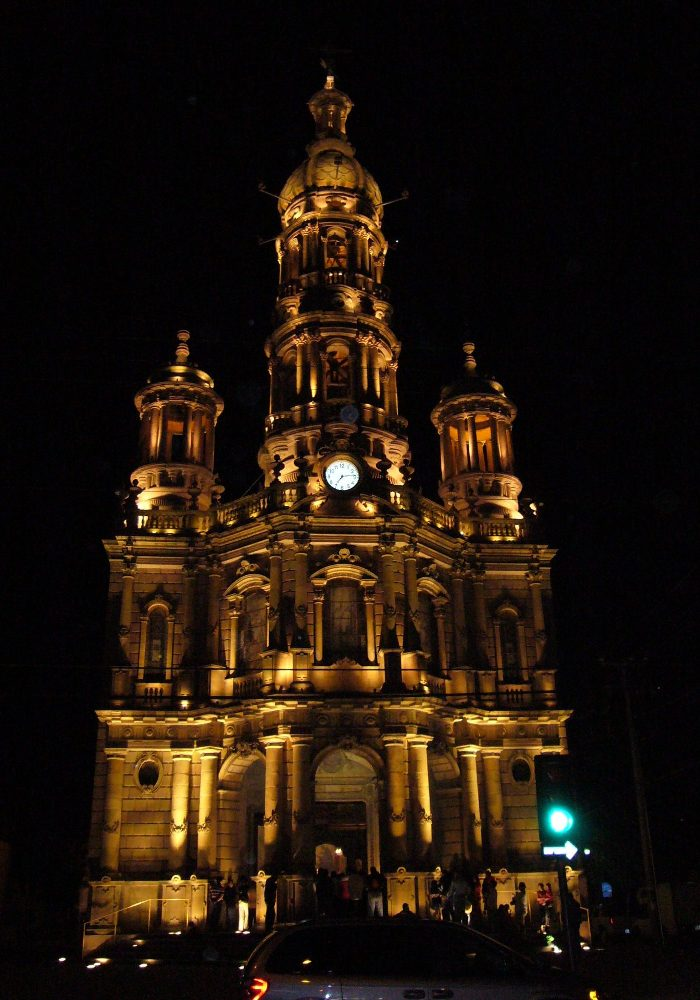
Nocturno de la fachada.

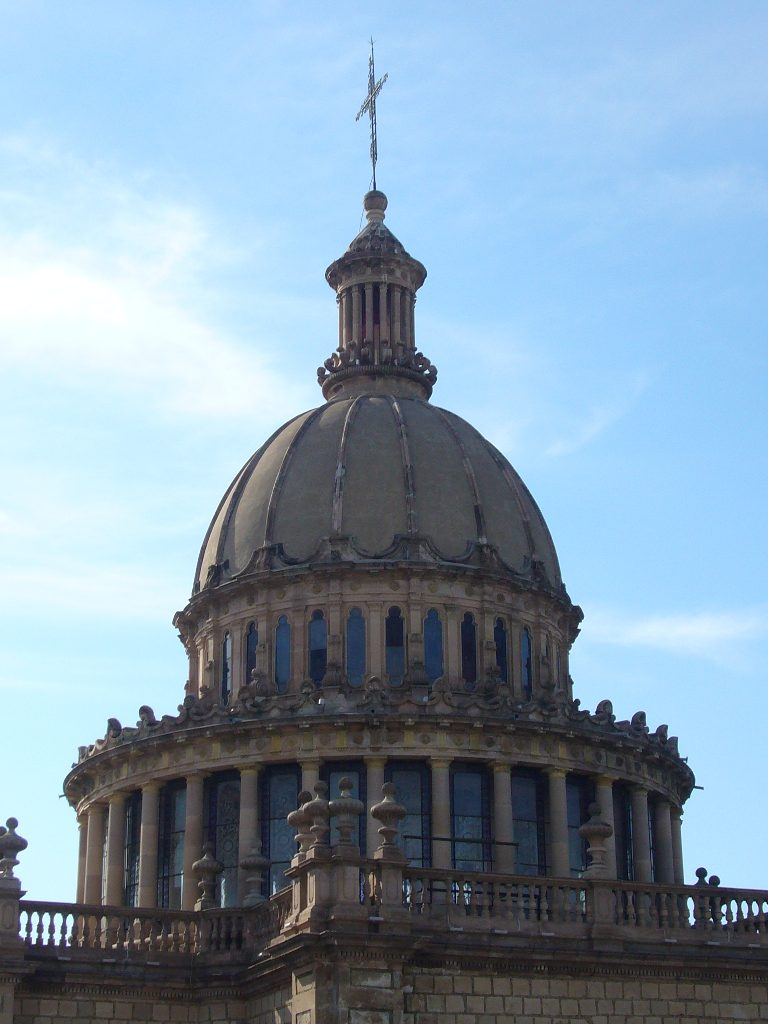
Cúpula de doble vitral, vista desde la azotea del Museo de Aguascalientes.

El templo de San Antonio es un monumento y obra maestra religiosa, localizado en el centro histórico de la Ciudad de Aguascalientes, en el estado del mismo nombre, diseñado y construido por el arquitecto práctico autodidacta Refugio Reyes Rivas. Su construcción se inicia en 1895 y la obra se concluye en 1908. La construcción fue un encargo de la Orden Franciscana, pero actualmente es custodiado por la Orden Agustiniana.
La característica que lo hace único en México, es su carácter ecléctico, al contener diversos estilos arquitectónicos, como pueden ser el gótico, neoclásico, barroco, estilo árabe, estilo ruso (éste por la cúpula bulbosa que posee la torre mayor), entre muchos otros. [cita requerida]
A finales del año 2008, el templo y las calles aledañas a él sufrieron una importante remodelación por el centésimo aniversario de su construcción.

## Descripción
Este monumento eclesiástico está construido en cantera amarilla, procedente de Ciénega Grande, Aguascalientes. Su estilo es ecléctico con detalles ornamentales y contrastes de orden corintio y dórico. Cuenta también con una cúpula de doble vitral de gran belleza; esta obra fue diseñada y dirigida por el arquitecto autodidacta Refugio Reyes Rivas. 
Es considerado por la mayoría como el templo más hermoso que tiene la ciudad. Cuenta con una amalgama de diversos Arquitectura estilos arquitectónicos, plasmados armoniosamente en cantera que se encuentra en la región, con tonos verdes, amarillos y rosas. Cuenta con tres torres: la torre central es de planta circular de dos cuerpos y rematada por cupulín con linternilla; las otras dos torres son de planta circular y de un cuerpo únicamente. 
En la parte posterior del templo destaca bellamente la cúpula de doble tambor. La planta es de cruz latina con columnas de media muestra; en los paramentos se encuentran grandes medallones de cantera con clave de cara de ángel, donde se plasman imágenes de la vida de Antonio de Padua, San Antonio.

### Interior
La cúpula tiene en su interior decoradas con relieves geométricos y pequeñas flores, las cuales presentan pinturas del los cuatro evangelistas. En el interior también se encuentran obras pictóricas con los milagros de San Antonio, pintadas por Candelario Rivas.
En la parte posterior se encuentra la capilla dedicada a Santa Rita de Casia y al Santo Sepulcro.
El maestro Salvador Melchor Martínez fue organista titular del templo de San Antonio desde 1947 hasta 1996. Músico nacido en Aguascalientes, en el barrio de Guadalupe, desde niño su vocación y gusto por la música lo destacó en sus estudios de piano, los cuales realizó en la academia del maestro Arnulfo Miramontes. Posteriormente estudió en el Conservatorio Nacional de Música; se reconoce como uno de los mejores organistas en México. Por su estancia y preparación musical se le recuerda en los templos del «Árbol», la Covadonga, San Agustín, La Catedral Basílica de Guadalupe, donde fue compañero del organista Julián Zúñiga, además de trabajar para la XEW Radio. Por su repertorio musical se destaca como intérprete del archivo musical para órgano de J.S. Bach, entre otros grandes maestros de la música sacra.
Además, fue profesor de música para el instituto Cultural de Aguascalientes y para el Instituto de Educación de Aguascalientes. De igual manera, se hizo cargo del Orfeón Infantil de la Casa de la Cultura a lo largo de 27 años, con el cual obtuvo varios premios y reconocimientos a nivel estatal y nacional. Se destaca que a lo largo de su carrera conquistó cuatro premios nacionales. 
Al maestro Salvador Melchor Martínez se le reconoce su entrega y pasión por la enseñanza musical, pues sus clases fueron la plataforma de muchos niños y jóvenes del estado y la región en su formación musical.

## Ubicación
El templo de San Antonio, para mayor referencia, se encuentra ubicado en las calles de Pedro Parga y Zaragoza. Su construcción se inició el 22 de octubre de 1895, y fue bendecido el 8 de diciembre de 1908.